# Escorxador municipal d'Alcoi
L'Escorxador municipal d'Alcoi, situat a l'avinguda de Juan Gil-Albert número 6 de la ciutat d'Alcoi (l'Alcoià), País Valencià, és un edifici públic municipal d'estil modernista valencià construït l'any 1911, que va ser projectat per l'arquitecte contestà Timoteo Briet Montaud.
Va ser construït a instàncies de l'Ajuntament d'Alcoi per albergar l'escorxador municipal. La tipologia de l'edificació és de nau industrial.
L'any 1997, l'escorxador municipal mancava d'ús i va quedar sense activitat. Va ser l'any 2006 quan es va finalitzar la seua rehabilitació i va reobrir les seues portes una vegada va ser adaptat l'edifici com a complex esportiu municipal amb el nom de Centre Esportiu Municipal Eduardo Latorre.